# Kathleen Bauer
Kathleen Bauer (* 26. Dezember 1974 in Leipzig) ist eine deutsche Musicaldarstellerin, Choreographin und Fernsehschauspielerin, sowie Synchronsprecherin.

## Berufsweg
Kathleen Bauer wurde in Leipzig geboren und machte zuerst von 1993 an eine Ausbildung zur Krankenschwester. Zu diesem Zeitpunkt war sie bereits Mitglied des Jugendtheaters am Kleist-Theater Frankfurt (Oder). 1996 verließ sie sowohl das Theater als auch die Ausbildung und begann an der Berliner Universität der Künste im Fachbereich Schauspiel, Gesang und Tanz zu studieren. Gleichzeitig besuchte sie Schauspielkurse. Noch während ihres Studiums, das sie 2000 abschloss, spielte sie erste Rollen sowohl im Fernsehen als auch auf der Bühne. Sie erhielt erste Engagements in Berlin und Wien.
Ihre Stimme ist unter anderem auf sämtlichen Wiener Aufnahmen des Musicals Rebecca zu hören. Auch wirkte sie in einigen Werbungen mit. Von 2008 an war sie an diversen Choreographien für Theatro beteiligt. Ab 2009 spielte sie in Wien in dem Musical Rudolf – Affaire Mayerling Mizzi – eine von Rudolfs Geliebten – und Cover-Kronprinzessin Stephanie. Im gleichen Jahr wurde sie Dozentin an der M.A.T. Oberwaltersdorf. Ab 2010 ist sie Swing im neuen Musical von Udo Jürgens Ich war noch niemals in New York. Ihre letzte Vorstellung spielte sie dort im Mai 2010 und begab sich dann in die Babypause. Trotzdem arbeitete sie noch bis in den Sommer 2010 weiter an der neuen teatro-Produktion Sommernachtstraum 2010 an den Choreographien. Die für Kathleen geplante Rolle „Puck“ übernahm – wegen ihrer Schwangerschaft – Andrea Frohn. Kathleen wird sie jedoch im Dezember 2010 bei der Wiederaufnahme in der Wiener Stadthalle wieder übernehmen.
Sie leitet auch die Choreografie des Teatro – Musiktheater für junges Publikum unter der Regie von Norberto Bertassi.

## Engagements

### Bühne
- Die Fledermaus. (Ida) an der Deutschen Oper Berlin
- Martin Luther King-Das Chormusical-(Lehrerin-Dance Captain)-Tour  Creative Kirche
- Martin Luther (Swing)-Tour Creative Kirche
- Day by Day-Doris Day (Schlossparktheater Berlin)
- Hinterm Horizont (Mutter, Frau Saftig) im Theater am Potsdamer Platz
- Der geheime Garten (Kilo-Frankenfestspiele)
- Der geheime Garten (Lili-Frankenfestspiele)
- Der Graf von Monte Christo (Louisa Vampa-Frankenfestspiele)
- Dracula (Lucy-Frankenfestspiele)
- Das Dschungelbuch (Baghira|Stadttheater Mödling)
- Der Zauberer von Oz (Glinda|Musikverein, Wien)
- Sommernachtstraum 2010 (Puck|Wiener Stadthalle, Wien)
- Ich war noch niemals in New York (Swing/Cover Menzel|Wien)
- Sara die kleine Prinzessin (Ram Dass, Straßenkind/Choreographie|Teatro, Oberwaltersdorf)
- Rudolf (Stephanie|Wien)
- Konferenz der Tiere (Oskarine|Oberwaltersdorf, Wien)
- Rocky Horror Show (Janet|Leipzig, Dortmund)
- Rebecca (Ensemble, Beatrice|Wien)
- Hair (Leata|Leipzig)
- Jesus Christ Superstar (Soulgirl|Wien)
- Camelot (Akrobat|Bad Hersfeld)
- Grillparzer (Edrita, Kunigunde, Zofe|Wien)
- Elisabeth (Swing, Cover Esterhasy, Cover Ludowika/Frau Wolf|Wien, Essen)
- FMA – Falco meets Amadeus(Ensemble, (Cover) Konny|München, Berlin)
- Finale Callback (Cassy/K. Bauer|Berlin)
- Kassandra (Kassandra|Berlin)
- How to succeed... (Gwendolin Gatch|Berlin)
- Into the woods (Florinda|Berlin)
- Lysistrata (Kalonike|Studio Bühne Ernst Busch)

### Film
- Monika Kasprzak (als 'Miz') in Deus (2022)
- Tanya Champoux (als Cynthia) in Pinot Noir und ein Tropfen Liebe (2021)
- Maude Sandham (als Hannah Buckland) in Der Mauretanier (2021)
- Tori Butler-Hart (als Jane / Nummer 7 / Case Watch Agent #2) in Infinity – Unbekannte Dimension (2021)
- Rasha Jahshan (als Hassanins Frau) in Image of Victory (2021)
- Allison McAtee (als Christina Dolan) in Unearth (2020)
- Vanessa Cozart (als Kellnerin) in Timmy Flop: Versagen auf ganzer Linie (2020)
- Anita Leeman Torres (als Camilla Bauer) in Final Kill: Der letzte Job (2020)
- Elizabeth Hurley (als Clare) in ...und dann kamst du (2020)
- Janet Hubert (als Whitley) in Weihnachtsglocken: Liebe in letzter Minute (2019) [Synchro (2022)]
- Charlie Murphy (als DS Gemma Connelly) in The Corrupted – Ein blutiges Erbe (2019)
- Gentiane Lupi (als Muay-Thai-Trainerin) in Trennung auf Bestellung (2018)
- Geraldine Zinat (als Französin) in Deseo: Karussell der Lust (2013) [Synchro (2021)]
- Chantal Demming (als Stella) in Caged – Gefangene der Lust (2011) [Synchro (2022)]

### Serien
- Mimi Côté (als Yadira) in The Recruit (2022-) in 1 Episode
- Olivia Baptista (als Margaret) in Dahmer – Monster: Die Geschichte von Jeffrey Dahmer (2022) in Episode „6“
- Tessa Thompson (als 'Sophie') in Tuca & Bertie (2019) in Episode „4“ (Staffel 1)
- Ida Nilsen (als Adams Sekretärin) in Exit (2019-) in 4 Episoden
- Sayaka Oohara (als 'Anri Meinohama') in Chidori RSC: Rifle is Beautiful (2019–2020) in Episode „04, 07“
- Kelly Collins Lintz (als Neonatologist) in Atlanta Medical (2018-) in 1 Episode
- Samora Smallwood (als Lt. Amin) in Star Trek: Discovery (2017-) in 2 Episoden
- Mia Barron (als Emily) in Get Shorty (2017–2019) in Episode „1, 7-10“ (Staffel 2)
- Paloma Alvarez (als Joan) in Lucifer (2016–2021) in 2 Episoden
- Breana Kauffman (als Grace) in Goliath (2016–2021) in 5 Episoden
- Brittany Staten (als Chartreuse) in Atlanta (2016–2022) in 1 Episode
- Riley McKenna Weinstein (als Daria Janssen / Chanel #8) in Scream Queens (2015–2016) [Synchro (2017)] in 3 Episoden
- Jessica Lee (als Arielle Boyd) in The Flash (2014–2023) in 1 Episode
- Kelsey Brennan (als Jessica Hartley) in Chicago P.D. (2014–) in 1 Episode
- Geraldine Viswanathan (als 'Tawnie') in BoJack Horseman (2014–2020) in Episode „7-9“ (Staffel 6)
- Katie Michels (als Trishelle) in Brooklyn Nine-Nine (2013–2021) in Episode „17“ (Staffel 5)
- Pam Cook (als Pam) in Brooklyn Nine-Nine (2013–2021) in Episode „13“ (Staffel 5)
- Lyric Medeiros (als Studentin #2) in Hawaii Five-0 (2010–2020) in 1 Episode
- Malvina Plegat (als Laurence Sadoyan) in Profiling Paris (2009–2020) [Synchro (2015–2021)] in Episode „10“ (Staffel 7)
- Mercy Malick (als SFPD Officer Nancy McGrath) in Navy CIS: L.A. (2009–2023) in 1 Episode
- Erin Breen (als Naomi Elder) in Navy CIS: L.A. (2009–2023) in 1 Episode

## Choreografie
- 2023: Der fliegende Holländer (Staatsoper Wien)
- 2022: Linie 1 (Bunte Bühne)
- 2020: Die Entführung aus dem Serail (Staatsoper Wien)
- 2019–2022: Dschungelfieber, Schneewittchen, Die Bremer Stadtmusikanten, Rapunzel (Märchensommer Poysbrunn)
- 2018: Apokalypse (BKA)
- 2017: Wildes Berlin (BKA)
- 2015: Paganini, Der geheime Garten (Frankenfestspiele)
- 2014: Wiener Blut, Der Graf von Monte Christo (Frankenfestspiele)
- 2013: Der Bettelstudent, Dracula (Frankenfestspiele)
- 2013: Oliver Twist (Stadttheater Mödling)
- 2013: Footloose (MAT)
- 2012: Acapulco (A-cappella-Gruppe)
- 2012: Das Dschungelbuch (Stadttheater Mödling)
- 2012: Das weiße Rössl 2 (Sommerbühne Klagenfurt)
- 2012: Hautnah (Off Theater Wien)
- 2011: Das weiße Rössl (Sommerbühne Klagenfurt)
- 2011: Der Zauberer von Oz(Stadttheater Mödling)
- 2011: Lilo Lustig (Schönau)
- 2010: Der Geizige (Sommertheater Klagenfurt)
- 2009: Sara, die kleine Prinzessin(Oberwaltersdorf)

## Filmografie
- 1998: Happy Birthday
- 1998: Ich habe „nein“ gesagt
- 1999: Mind Hunter
- 1999: Tödliche Leidenschaft
- 2000: Herzrasen
- 2002: Lindenstraße
- 2003: Streit um Drei
- 2005: Dämonen
- 2019: Schöner Wohnen
- 2020: Mercedes
- "Synchronsprechrollen"
- 2024: Navy CIS: Hawaiʻi für Nikiva Dionne als "Sadie Latham"